# Josephus Heerkens
Josephus Heerkens (Tilburg, 12 december 1866 - Udenhout, 19 november 1959) was een Nederlandse handboogschutter.
Heerkens was een van de zes Nederlandse deelnemers aan het boogschieten op de Olympische Spelen in Parijs (1900). Hij schoot op het onderdeel 'sur la perche à la Herse' en werd in de eerste ronde uitgeschakeld.